# Langue des signes ghanéenne
La langue des signes ghanéenne, est la langue des signes utilisée par les personnes sourdes et leurs proches au Ghana.

## Histoire
La langue des signes ghanéenne fut introduite en 1957 lors de la création de l'école pour sourds d'Accra par le missionnaire américain Andrew Foster.

## Caractéristiques
La langue des signes ghanéenne est liée aux langues des signes américaine (ASL) et nigériane. Son lexique diffère de celui de l'ASL, avec des signes nouveaux et locaux et certains modifiés à partir de l'ASL. Il existe un alphabet manuel.

## Utilisation
Le Ghana possède neuf écoles pour sourds, les premières écoles primaires pour sourds ayant ouvert en 1957. Il y a des cours de signes pour les personnes entendantes. Les personnes sourdes ne fréquentant pas ces écoles utilisent des signes locaux. Il y a des interprètes dans les tribunaux.